# Václav Chalupa
Václav Chalupa Jr. (Jindřichův Hradec, 7 dicembre 1967) è un ex canottiere ceco, fino al 1992 cecoslovacco.
Ha preso parte a ben sei edizioni dei Giochi olimpici (1988, 1992, 1996, 2000, 2004 e 2008). Nel 2012 ha ricevuto la Medaglia Thomas Keller. Anche il padre Václav Chalupa Sr. è stato un canottiere.

## Palmarès

### Olimpiadi
- 1 medaglia:
  - 1 argento (Barcellona 1992 nel singolo[1])

### Mondiali
- 8 medaglie:
  - 5 argenti (Bled 1989 nel M1x[1]; Tasmania 1990 nel M1x[1]; Vienna 1991 nel M1x[1]; Račice 1993 nel M1x[2]; Poznań 2009 nel M2+[2])
  - 3 bronzi (Tampere 1994 nel M1x[2]; Colonia 1998 nel M1x[2]; Lucerna 2001 nel M1x[2])

### Europei
- 1 medaglia:
  - 1 oro (Poznań 2007 nel M8+[2])